# Sinophasma unispinosum
Sinophasma unispinosum är en insektsart som beskrevs av Chen, S.C. och Pan Chieh Chen 1997. Sinophasma unispinosum ingår i släktet Sinophasma och familjen Diapheromeridae. Inga underarter finns listade i Catalogue of Life.